# Hans Schweikart
Hans Schweikart (1 de octubre de 1895 – 1 de diciembre de 1975) fue un director, actor y guionista cinematográfico y televisivo de nacionalidad alemana. Dirigió un total de 28 filmes entre 1938 y 1968. Escribió el guion de Die Ehe des Herrn Mississippi, film presentado en el Festival Internacional de Cine de Berlín de 1961.

## Biografía
Nació en Berlín, Alemania, siendo sus padres sordos. Fue también conocido por el seudónimo Ole Stefani. Tras finalizar sus estudios secundarios en el Schiller-Realgymnasiums , fue estudiante becado de la escuela Marie-Seebach del Königlichen Schauspielhauses de Berlín. A partir de 1915 actuó en teatros de Wiesbaden, Görlitz, Magdeburgo y Colonia, antes de volver a la capital. Tras la Primera Guerra Mundial fue miembro de la compañía teatral de Max Reinhardt en el Deutsches Theater de Berlín. Allí conoció a su primera esposa, la actriz judía Käthe Nevill.
En 1923 entró en el Teatro de Cámara de Múnich dirigido por Otto Falckenberg, y en el cual pudo por vez primera encargarse de tareas de director. Schweikart permaneció en dicho teatro hasta 1934, y luego fue director del Residenztheater de Múnich. En 1938 llegó a Bavaria Film, y a partir de entonces se dedicó también a la dirección cinematográfica. La presión política y la influencia del Nazismo sobre su trabajo, hicieron que tomara la decisión de dejar Bavaria Film en 1942 pero, antes de acabar la Segunda Guerra Mundial, rodó algunas películas menores para Universum Film AG.
Tras la Guerra, a partir de 1947 y hasta 1963, se hizo cargo del Teatro de Cámara de Múnich, que antes había dirigido Erich Engel, trabajando en ese tiempo con Fritz Kortner. Además de su trabajo como director, también puso en marcha la escuela de teatro Otto-Falckenberg. Más adelante, y hasta su muerte, Schweikart siguió trabajando como director teatral independiente, tanto en teatros alemanes como del extranjero. 
Hans Schweikart falleció en 1975, a los 80 años de edad, en Munich, Alemania. Fue enterrado en el Cementerio St. Georg, en Bogenhausen, Munich. Schweikart se había casado tres veces, y era padre de dos hijos.

## Premios y honores
- 1955 Orden del Mérito de la República Federal de Alemania
- 1961 Orden al Mérito de Baviera
- 1969 Premio de Plata de la Dramatiker Union

## Trabajo como escritor

### Guiones
- 1938: Lauter Lügen
- 1944: In flagranti
- 1944: Ich brauche dich
- 1947: Ehe im Schatten
- 1950: Geliebter Lügner
- 1950: Die Lüge
- 1952: Das kann jedem passieren
- 1960: Lampenfieber
- 1960: Agatha, laß das Morden sein!
- 1961: Die Ehe des Herrn Mississippi
- 1963: Candida
- 1974: Nebel

### Novelas
- 1925: Der dritte Schuß
- 1934: Zwischenfall vor dem Theater
- 1935: Ein Mädchen, ein Auto, ein Hund

### Obras de teatro
- 1934: Schokolade und Fliegenklatsche. Ein heiteres Kindermärchen in 7 Bildern
- 1937: Lauter Lügen, comedia en 3 actos
- 1942: Ich brauche dich, comedia en 3 actos
- 1947: Nebel, obra en 3 actos

## Selección de su filmografía

### Director
| - 1938: Das Mädchen mit dem guten Ruf - 1939: Fasching - 1939: Befreite Hände - 1940: Das Fräulein von Barnhelm - 1941: Das Mädchen von Fanö - 1941: Kameraden - 1943: Der unendliche Weg - 1944: In flagranti - 1944: Ich brauche Dich - 1945/48: Frech und verliebt - 1949: Die Nacht der Zwölf - 1950: Geliebter Lügner | - 1950: Melodie des Schicksals - 1953: Muß man sich gleich scheiden lassen ? - 1955: An der schönen blauen Donau - 1959: Geschlossene Gesellschaft (TV) - 1960: Paris, 20. Juli (TV) - 1961: Die Mitschuldigen (TV) - 1963: Candida (TV) - 1964: Das Duell (TV) - 1966: Bürgermeister Solness (TV) - 1966: Magdalena (TV) - 1967: Liebe für Liebe (TV) - 1968: Der Snob (TV) |

### Actor
| - 1919: De Profundis - 1920: Sizilianische Blutrache - 1921: Das Haus zum Mond - 1921: Wer unter Euch ohne Sünde ist - 1922: Die höllische Macht - 1924: Zwei Kinder - 1960: Lampenfieber - 1966: Porträt eines Helden (TV) - 1967: Die Mission (TV) - 1967: Asche und Glut (TV) - 1968: Der Monat fer fallenden Blätter (TV) | - 1969: Eine Frau sucht Liebe (TV) - 1969: Der Kommissar (serie TV) – Die Schrecklichen - 1971: Die Nacht von Lissabon (TV) - 1971: Einfach sterben (TV) - 1971: Der Kommissar (serie TV) – Der Tote von Zimmer 17 - 1972: Federlesen – Bilder aus dem Leben eines Einfallsreichen (TV) - 1973: Der Kommissar (serie TV) – Sommerpension - 1973: Endstation (TV) - 1974: Der Kommissar (serie TV) – Tod eines Landstreichers - 1974: Der Monddiamant (miniserie TV) |